# Amsterdam's geuzenblad
Amsterdam's geuzenblad was een verzetsblad uit de Tweede Wereldoorlog, waarvan in Delpher slechts 1 aflevering is te vinden, gedateerd met 'zomer 1942'. Volgens de maker, die zich in het blad voorstelt als 'Hoofdredacteur Jan van Artevelde', was de geboden informatie 'in het bijzonder bestemd voor de Rijkshoofdstad' (Amsterdam). De frequentie van verschijning was 4x per jaar. Het werd gestencild en de inhoud bestond voornamelijk uit mededelingen en opinie-artikelen.

## Betrokken personen
- 'Jan van Artevelde' (waarschijnlijk een pseudoniem)